# Acanthomyops bureni
Acanthomyops bureni är en myrart som beskrevs av Scott L. Wing 1968. Acanthomyops bureni ingår i släktet Acanthomyops och familjen myror. Inga underarter finns listade i Catalogue of Life.